# Вільям Гульд
Вільям Гульд (англ. William Gould; нар. 1735, Ормскірк — пом. 1812) — англійський майстер паркового будівництва.

## Біографія
Народився у 1735 році в місті Ормскірку (графство Ланкашир, Англія, Велика Британія). У 1776 році приїхав до Санкт-Петербурга.
У 1780—1790-х роках працював у князя Григорія Потьомкіна на Північному Причорномор'ї.
Планував ландшафтні парки у Кременчуку (Міський сад), Херсоні, Богоявленському, Катеринославі. Створив парки у Сімферополі, Бахчисараї та інших кримських містах. 
Помер у 1812 році.